# Натикацуура
Натикацуура (яп. 那智勝浦町 Натикацуура-тё:) — посёлок в Японии, находящийся в уезде Хигасимуро префектуры Вакаяма. Площадь посёлка составляет 183,45 км², население — 15 974 человека (1 августа 2014), плотность населения — 87,08 чел./км².

## Географическое положение
Посёлок расположен на острове Хонсю в префектуре Вакаяма региона Кинки. С ним граничат город Сингу и посёлки Тайдзи, Кусимото, Кодзагава.

## Население
Население посёлка составляет 15 974 человека (1 августа 2014), а плотность — 87,08 чел./км². Изменение численности населения с 1980 по 2005 годы:
| 1980 | 23 006 чел. |  |
| 1985 | 22 248 чел. |  |
| 1990 | 20 610 чел. |  |
| 1995 | 19 943 чел. |  |
| 2000 | 19 417 чел. |  |
| 2005 | 18 185 чел. |  |

## Символика
Деревом посёлка считается вечнозелёный дуб, цветком — рододендрон.